# ATP Finals 2024
ATP Finals 2024 var en tennisturnering for mænd, der blev spillet indendørs på hardcourtbaner i Pala Alpitour i Torino, Italien i perioden 10. - 17. november 2024. Det var den 55. udgave af ATP Tour-mesterskaberne siden den første turnering i 1970, og turneringen blev afviklet under navnet Nitto ATP Finals pga. et sponsorat fra Nitto Denka Corporation. Turneringen var sæsonens sidste på ATP Tour 2024.
Singletitlen blev vundet af førsteseedede Jannik Sinner, som i finalen besejrede Taylor Fritz, der var seedet som nr. 5, med 6-4, 6-4 i en kamp, der var overstået på 85 minutter. Sinner gik ubesejret igennem turneringen, hvilket sikrede ham den maksimale førstepræmie på $ 4.881.500, hvilket var den største førstepræmie i ATP Tours historie indtil da. Og den 23-årige italiener vandt alle sine fem kampe uden sættab som den første spiller ved ATP Finals siden Ivan Lendl i 1986. Han blev endvidere den første italienske vinder af en titel ved ATP Finals, og turneringssejren var Sinners første i sit hjemland. Jannik Sinner havde tidligere på sæsonen også vundet grand slam-turneringerne Australian Open og US Open, og han blev den blot tredje spiller gennem tiden (efter Roger Federer og Novak Djokovic), der vandt de tre største Hardcourt-titler på ATP Tour i samme sæson. Med finalesejren nåede Jannik Sinner op på 70 vundne kampe i 2024, og han blev dermed den første spiller med så mange sejre på en sæson, siden Andy Murray vandt 78 kampe i 2016, og han cementerede dermed sin førsteplads på ATP's verdensrangliste, som han havde overtaget tidligere på sæsonen. Taylor Fritz var i ATP Finals-finalen for første gang, og finalepladsen medførte, at han avancerede til fjerdepladsen på verdensrangliste, hvilket var ny personlig rekord.
I doubleturneringen gik sejren til Kevin Krawietz og Tim Pütz, der dermed blev de første tyske spillere, der vandt doubletitlen ved ATP Finals, på trods af, at de trådte ind i turneringen som det lavest rangerede af de otte deltagende par, og de blev dermed også de lavest rangerede vindere af titlen. I finalen, der varede en time og 38 minutter, besejrede den tyske duo det førsteseedede par, Marcelo Arévalo og Mate Pavić med 7-6(5), 7-6(6). I løbet af turneringen havde Krawietz og Pütz også besejrede Arevalo og Pavić i det indledende gruppespil, og i semifinalen havde de vundet over Max Purcell og Jordan Thompson efter at have afværget en matchbold undervejs. De to tyskere vandt dermed deres tredje turnering som makkere, efter at de tidligere havde sejret i Hamburg Open i 2023 og 2024. På trods af finalenederlaget endte Marcelo Arévalo og Mate Pavić som sæsonens bedste doublepar på ATP Tour.
Siden Ruslands invasion af Ukraine i begyndelsen af 2022 havde tennissportens styrende organer, WTA, ATP, ITF og de fire grand slam-turneringer, tilladt, at spillere fra Rusland og Hviderusland fortsat kunne deltage i grand slam-turneringer samt turneringer på ATP Tour og WTA Tour, men de kunne ikke stille op under landenes navne eller flag, og spillerne fra de to lande deltog derfor i turneringen under neutralt flag.

## Præmier
Den samlede præmiesum for ATP Finals 2024 androg $ 15.250.000, hvilket var en stigning på 1,7 % i forhold til året før.
| Resultat                               | Single                                                                               | Double                                                                              |
| Resultat                               | Pr. spiller                                                                          | Pr. par                                                                             |
| -------------------------------------- | ------------------------------------------------------------------------------------ | ----------------------------------------------------------------------------------- |
| Reserve                                | $ 155.000                                                                            | $ 51.700                                                                            |
| Startpenge                             | $ 331.000 (3 spillede kampe) $ 248.250 (2 spillede kampe) $ 165.500 (1 spillet kamp) | $ 134.200 (3 spillede kampe) $ 100.650 (2 spillede kampe) $ 67.100 (1 spillet kamp) |
| Vundet kamp i gruppespillet (pr. sejr) | +$ 396.500                                                                           | +$ 96.600                                                                           |
| Vundet semifinale                      | +$ 1.123.400                                                                         | +$ 178.500                                                                          |
| Vundet finale                          | +$ 2.237.200                                                                         | +$ 356.800                                                                          |

En ubesejret singlemester kunne altså vinde $ 4.881.500, mens der var $ 959.300 til en ubesejret doublemester.

## Herresingle

### Deltagere
Herresingleturneringen havde deltagelse af otte spillere. Følgende spillere kvalificerede sig til mesterskabet, idet Novak Djokovic meldte afbud på grund af en skade.
| Seedning | Spiller          | Point  | Kvalifikationsdato | Ref.   |
| -------- | ---------------- | ------ | ------------------ | ------ |
| 1        | Jannik Sinner    | 10.330 | 10. august 2024    | [ 7 ]  |
| 2        | Alexander Zverev | 7.315  | 1. september 2024  | [ 8 ]  |
| 3        | Carlos Alcaraz   | 6.810  | 24. september 2024 | [ 9 ]  |
| 4        | Daniil Medvedev  | 4.830  | 22. oktober 2024   | [ 10 ] |
| 5        | Taylor Fritz     | 4.300  | 29. oktober 2024   | [ 11 ] |
| -        | Novak Djokovic   | 3.910  | 5. november 2024   | [ 12 ] |
| 6        | Casper Ruud      | 3.855  | 5. november 2024   | [ 12 ] |
| 7        | Alex de Minaur   | 3.745  | 5. november 2024   | [ 12 ] |
| 8        | Andrej Rubljov   | 3.720  | 5. november 2024   | [ 12 ] |

### Gruppespil

#### Lodtrækning
Spillerne blev ved lodtrækning inddelt i to grupper, således at 1.- og 2.-seedet kom i hver sin gruppe, 3.- og 4.-seedet kom i hver sin gruppe osv.
| Ilie Nastase-gruppen | John Newcombe-gruppen |
| -------------------- | --------------------- |
| Jannik Sinner [1]    | Alexander Zverev [2]  |
| Daniil Medvedev [4]  | Carlos Alcaraz [3]    |
| Taylor Fritz [5]     | Casper Ruud [6]       |
| Alex de Minaur [7]   | Andrej Rubljov [8]    |

#### Ilie Nastase-gruppen
| Dato         | Vinder          | Taber           | Resultat      |
| ------------ | --------------- | --------------- | ------------- |
| 10. november | Taylor Fritz    | Daniil Medvedev | 6–4, 6–3      |
| 10. november | Jannik Sinner   | Alex de Minaur  | 6–3, 6–4      |
| 12. november | Daniil Medvedev | Alex de Minaur  | 6–2, 6–4      |
| 12. november | Jannik Sinner   | Taylor Fritz    | 6–4, 6–4      |
| 14. november | Taylor Fritz    | Alex de Minaur  | 5–7, 6–4, 6–3 |
| 14. november | Jannik Sinner   | Daniil Medvedev | 6–3, 6–4      |

| Spillere            | Kampe (V-T) | Sæt (V-T)     | Partier (V-T)   |
| ------------------- | ----------- | ------------- | --------------- |
| Jannik Sinner [1]   | 3–0         | 6–0 (100 %)   | 36–22 (62,07 %) |
| Taylor Fritz [5]    | 2–1         | 4–3 (57,14 %) | 37–33 (52,86 %) |
| Daniil Medvedev [4] | 1–2         | 2–4 (33,33 %) | 26–30 (46,43 %) |
| Alex de Minaur [7]  | 0–3         | 1–6 (14,29 %) | 27–41 (39,71 %) |

#### John Newcombe-gruppen
| Dato         | Vinder           | Taber          | Resultat      |
| ------------ | ---------------- | -------------- | ------------- |
| 11. november | Casper Ruud      | Carlos Alcaraz | 6–1, 7–5      |
| 11. november | Alexander Zverev | Andrej Rubljov | 6–4, 6–4      |
| 13. november | Carlos Alcaraz   | Andrej Rubljov | 6–3, 7–6(8)   |
| 13. november | Alexander Zverev | Casper Ruud    | 7–6(3), 6–3   |
| 15. november | Alexander Zverev | Carlos Alcaraz | 7–6(5), 6–4   |
| 15. november | Casper Ruud      | Andrej Rubljov | 6–4, 5–7, 6–2 |

| Spillere             | Kampe (V-T) | Sæt (V-T)     | Partier (V-T)   |
| -------------------- | ----------- | ------------- | --------------- |
| Alexander Zverev [2] | 3–0         | 6–0 (100 %)   | 38–27 (58,46 %) |
| Casper Ruud [6]      | 2–1         | 4–3 (57,14 %) | 39–32 (54,93 %) |
| Carlos Alcaraz [3]   | 1–2         | 2–4 (33,33 %) | 29–35 (45,31 %) |
| Andrej Rubljov [8]   | 0–3         | 1–6 (14,29 %) | 30–42 (41,67 %) |

### Semifinaler og finale
| Semifinaler | Semifinaler      | Semifinaler | Semifinaler | Semifinaler |  |   | Finale       | Finale        | Finale | Finale | Finale |
|             |                  |             |             |             |  |   |              |               |        |        |        |
| 1           | Jannik Sinner    | 6           | 6           |             |  |   |              |               |        |        |        |
| 6           | Casper Ruud      | 1           | 2           |             |  |   | 1            | Jannik Sinner | 6      | 6      |        |
| 2           | Alexander Zverev | 3           | 6           | 6           |  | 5 | Taylor Fritz | 4             | 4      |        |        |
| 5           | Taylor Fritz     | 6           | 3           | 7           |  |   |              |               |        |        |        |

## Herredouble

### Deltagere
Herredoubleturneringen havde deltagelse af otte par. Følgende par havde kvalificeret sig til mesterskabet:
| Seedning | Spillere                           | Point | Kvalifikationsdato | Ref.   |
| -------- | ---------------------------------- | ----- | ------------------ | ------ |
| 1        | Marcelo Arévalo Mate Pavić         | 6.710 | 28. august 2024    | [ 14 ] |
| 2        | Marcel Granollers Horacio Zeballos | 6.500 | 29. august 2024    | [ 15 ] |
| 3        | Wesley Koolhof Nikola Mektić       | 5.775 | 28. oktober 2024   | [ 16 ] |
| 4        | Simone Bolelli Andrea Vavassori    | 5.540 | 9. oktober 2024    | [ 17 ] |
| 5        | Max Purcell Jordan Thompson        | 5.255 | 26. oktober 2024   | [ 18 ] |
| 6        | Rohan Bopanna Matthew Ebden        | 4.860 | 28. oktober 2024   | [ 16 ] |
| 7        | Harri Heliövaara Henry Patten      | 4.587 | 28. oktober 2024   | [ 16 ] |
| 8        | Kevin Krawietz Tim Pütz            | 4.490 | 28. oktober 2024   | [ 16 ] |

### Gruppespil

#### Lodtrækning
Parrene blev ved lodtrækning inddelt i to grupper, således at 1.- og 2.-seedet kom i hver sin gruppe, 3.- og 4.-seedet kom i hver sin gruppe osv.
| Bob Bryan-gruppen                   | Mike Bryan-gruppen                     |
| ----------------------------------- | -------------------------------------- |
| Marcelo Arévalo Mate Pavić [1]      | Marcel Granollers Horacio Zeballos [2] |
| Simone Bolelli Andrea Vavassori [4] | Wesley Koolhof Nikola Mektić [3]       |
| Rohan Bopanna Matthew Ebden [6]     | Max Purcell Jordan Thompson [5]        |
| Kevin Krawietz Tim Pütz [8]         | Harri Heliövaara Henry Patten [7]      |

#### Bob Bryan-gruppen
| Dato         | Vinder                              | Taber                               | Resultat            |
| ------------ | ----------------------------------- | ----------------------------------- | ------------------- |
| 11. november | Kevin Krawietz Tim Pütz [8]         | Marcelo Arévalo Mate Pavić [1]      | 6–3, 6–4            |
| 11. november | Simone Bolelli Andrea Vavassori [4] | Rohan Bopanna Matthew Ebden [6]     | 6–2, 6–3            |
| 13. november | Marcelo Arévalo Mate Pavić [1]      | Rohan Bopanna Matthew Ebden [6]     | 7–5, 6–3            |
| 13. november | Kevin Krawietz Tim Pütz [8]         | Simone Bolelli Andrea Vavassori [4] | 7–5, 6–4            |
| 15. november | Rohan Bopanna Matthew Ebden [6]     | Kevin Krawietz Tim Pütz [8]         | 7–5, 6–7(6), [10–7] |
| 15. november | Marcelo Arévalo Mate Pavić [1]      | Simone Bolelli Andrea Vavassori [4] | 6–3, 3–6, [10–3]    |

| Spillere                            | Kampe (V-T) | Sæt (V-T)     | Partier (V-T)   |
| ----------------------------------- | ----------- | ------------- | --------------- |
| Kevin Krawietz Tim Pütz [8]         | 2–1         | 5–2 (71,43 %) | 37–30 (55,22 %) |
| Marcelo Arévalo Mate Pavić [1]      | 2–1         | 4–3 (57,14 %) | 30–29 (50,85 %) |
| Simone Bolelli Andrea Vavassori [4] | 1–2         | 3–4 (42,86 %) | 30–28 (51,72 %) |
| Rohan Bopanna Matthew Ebden [6]     | 1–2         | 2–5 (28,57 %) | 27–37 (42,19 %) |

#### Mike Bryan-gruppen
| Dato         | Vinder                            | Taber                                  | Resultat            |
| ------------ | --------------------------------- | -------------------------------------- | ------------------- |
| 10. november | Max Purcell Jordan Thompson [5]   | Wesley Koolhof Nikola Mektić [3]       | 7–6(1), 6–3         |
| 10. november | Harri Heliövaara Henry Patten [7] | Marcel Granollers Horacio Zeballos [2] | 7–6(2), 6–4         |
| 12. november | Harri Heliövaara Henry Patten [7] | Max Purcell Jordan Thompson [5]        | 7–6(3), 7–5         |
| 12. november | Wesley Koolhof Nikola Mektić [3]  | Marcel Granollers Horacio Zeballos [2] | 4–6, 7–6(6), [10–8] |
| 14. november | Harri Heliövaara Henry Patten [7] | Wesley Koolhof Nikola Mektić [3]       | 4–6, 6–3, [12–10]   |
| 14. november | Max Purcell Jordan Thompson [5]   | Marcel Granollers Horacio Zeballos [2] | 7–6(14), 6–3        |

| Spillere                               | Kampe (V-T) | Sæt (V-T)     | Partier (V-T)   |
| -------------------------------------- | ----------- | ------------- | --------------- |
| Harri Heliövaara Henry Patten [7]      | 3–0         | 6–1 (85,71 %) | 38–31 (55,07 %) |
| Max Purcell Jordan Thompson [5]        | 2–1         | 4–2 (66,67 %) | 37–32 (53,62 %) |
| Wesley Koolhof Nikola Mektić [3]       | 1–2         | 3–5 (37,5 %)  | 31–36 (46,27 %) |
| Marcel Granollers Horacio Zeballos [2] | 0–3         | 1–6 (14,29 %) | 31–38 (44,93 %) |

### Semifinaler og finale
| Kevin Krawietz |
| Tim Pütz       |

| Max Purcell     |
| Jordan Thompson |

| Kevin Krawietz |
| Tim Pütz       |

| Harri Heliövaara |
| Henry Patten     |

| Marcelo Arévalo |
| Mate Pavić      |

| Marcelo Arévalo |
| Mate Pavić      |